# Buoux
Buoux település Franciaországban, Vaucluse megyében. Lakosainak száma 103 fő (2022. január 1.). Buoux Apt, Bonnieux, Lourmarin, Saignon, Sivergues és Vaugines községekkel határos.

## Népesség
A település népességének változása:
| Lakosok száma | 103  | 73   | 75   | 68   | 77   | 87   | 96   | 100  | 103  |
|               | 2013 | 2015 | 2016 | 2017 | 2018 | 2019 | 2020 | 2021 | 2022 |